# Ministère de la Santé (Sri Lanka)
Pour les articles homonymes, voir Ministère de la Santé.
Le ministre de la Santé, de la Nutrition et de la médecine indigène, (singhalais :  සෞඛ්ය, පෝෂණ හා දේශීය වෛද්ය අමාත්යාංශය, tamoul : சுகாதாரம், போசாக்கு மற்றும் சுதேச மருத்துவ அமைச்சு), du Sri Lanka est un poste du gouvernement Sri Lankais.

## Liste des ministres
- United National Party
- Sri Lanka Freedom Party
- Sinhala Language Front

| Nom              | Nom                     | Portrait                      | Parti politique          | Début de mandat                                                          | Fin de mandat                                                    | Chef du gouvernement                                        | Chef du gouvernement                                                  | Titre ministériel                               | Références |
| ---------------- | ----------------------- | ----------------------------- | ------------------------ | ------------------------------------------------------------------------ | ---------------------------------------------------------------- | ----------------------------------------------------------- | --------------------------------------------------------------------- | ----------------------------------------------- | ---------- |
|                  | T. B. Panabokke         |                               |                          | 1931                                                                     | 1931                                                             |                                                             |                                                                       | Ministre de la Santé                            | ,          |
|                  | W. A. de Silva          |                               |                          | 1936                                                                     | 1946                                                             |                                                             |                                                                       | Ministre de la Santé                            | ,          |
|                  | Solomon Bandaranaike    |                               | United National Party    | 26 septembre 1947                                                        | 12 juillet 1951                                                  |                                                             | Don Stephen Senanayake                                                | Ministre de la Santé et du Gouvernement local   | ,          |
|                  | Dudley Senanayake       |                               | United National Party    | 1952                                                                     |                                                                  |                                                             | Dudley Senanayake                                                     | Ministre de la Santé et du Gouvernement local   | [ 7 ]      |
|                  | E. A. Nugawela          |                               |                          |                                                                          |                                                                  | Ministre de la Santé                                        | Dudley Senanayake                                                     | [ 8 ]                                           |            |
|                  | E. A. Nugawela          |                               |                          | John Kotelawala                                                          | [ 9 ]                                                            | Ministre de la Santé                                        |                                                                       |                                                 |            |
|                  | Vimala Wijewardene      |                               | Sri Lanka Freedom Party  | 12 avril 1956                                                            | juin 1959                                                        | Ministre de la Santé                                        |                                                                       | Solomon Bandaranaike                            | ,          |
|                  | A. P. Jayasuriya        |                               |                          | 26 septembre 1959                                                        | 8 décembre 1959                                                  | Ministre de la Santé                                        |                                                                       | W. Dahanayake                                   | [ 12 ]     |
|                  | M. V. P. Peiris         |                               |                          | 23 mars 1960                                                             | 1960                                                             |                                                             | Dudley Senanayake                                                     | Ministre de la Santé et des Services sociaux    | [ 12 ]     |
|                  | A. P. Jayasuriya        |                               |                          | 23 juillet 1960                                                          |                                                                  |                                                             | Sirimavo Bandaranaike                                                 | Ministre de la Santé                            | [ 13 ]     |
|                  | Badi-ud-din Mahmud      |                               |                          | 28 mai 1963                                                              |                                                                  | Ministre de la Santé et de l'Habitat                        | Sirimavo Bandaranaike                                                 | [ 14 ]                                          |            |
|                  | M. D. H. Jayawardena    |                               | United National Party    |                                                                          |                                                                  |                                                             | Dudley Senanayake                                                     | Ministre de la Santé                            | ,          |
|                  | George Rajapaksa        |                               | Sri Lanka Freedom Party  |                                                                          |                                                                  |                                                             | Sirimavo Bandaranaike                                                 | Ministre de la Santé                            | ,          |
|                  | Siva Obeyesekere        |                               | Sri Lanka Freedom Party  | 1976                                                                     | 1977                                                             | ,                                                           | Sirimavo Bandaranaike                                                 | Ministre de la Santé                            |            |
|                  | Ranjit Atapattu         |                               | United National Party    | 1982                                                                     | 1989                                                             |                                                             | J. R. Jayewardene                                                     | Ministre de la Santé                            | ,          |
|                  | Sunethra Ranasinghe     |                               | United National Party    | 1983                                                                     | 1985                                                             | [ 23 ]                                                      | J. R. Jayewardene                                                     | Ministre de la Santé                            |            |
| 1985             | Sunethra Ranasinghe     | 1989                          | United National Party    | Ministre de la Femme et de l'éducation médicale                          | [ 24 ]                                                           |                                                             | J. R. Jayewardene                                                     |                                                 |            |
|                  | Renuka Herath           |                               | United National Party    | 1989                                                                     | 1994                                                             |                                                             | Ranasinghe Premadasa                                                  | Ministre de la Santé et de la Femme             | ,          |
|                  | A. H. M. Fowzie         |                               | Sri Lanka Freedom Party  | 1994                                                                     |                                                                  |                                                             | D. B. Wijetunga                                                       | Ministre de la Santé et des Services sociaux    | [ 27 ]     |
|                  | A. H. M. Fowzie         |                               | Sri Lanka Freedom Party  |                                                                          | Chandrika Kumaratunga                                            | Ministre de la Santé des Autoroutes et des Services sociaux | ,                                                                     |                                                 |            |
|                  | John Seneviratne        |                               | Sri Lanka Freedom Party  | 19 octobre 2000                                                          | Chandrika Kumaratunga                                            |                                                             | Ministre de la Santé                                                  | ,                                               |            |
|                  | P. Dayaratna            |                               | United National Party    | 12 décembre 2001                                                         | Chandrika Kumaratunga                                            |                                                             | Ministre de la Santé, de la Nutrition et du Bien-être                 | ,                                               |            |
|                  | Nimal Siripala de Silva |                               | Sri Lanka Freedom Party  | 14 septembre 2001                                                        | Chandrika Kumaratunga                                            |                                                             | Ministre de la Santé, de la Médecine indigène et des Services sociaux | ,                                               |            |
| 10 avril 2004    | Nimal Siripala de Silva |                               | Sri Lanka Freedom Party  | Ministre de la Santé, de la Nutrition et du développement d'Uva-Wellassa | Chandrika Kumaratunga                                            | ,                                                           |                                                                       |                                                 |            |
| 23 novembre 2005 | Nimal Siripala de Silva |                               | Sri Lanka Freedom Party  |                                                                          | Mahinda Rajapakse                                                | Ministre de la Santé et de la Nutrition                     | ,                                                                     |                                                 |            |
|                  | Maithripala Sirisena    |                               | Sri Lanka Freedom Party  | 23 avril 2010                                                            | Mahinda Rajapakse                                                | 21 novembre 2014                                            | Ministre de la Santé                                                  | ,                                               |            |
|                  | Tissa Attanayake        |                               | United National Party    | 11 décembre 2014                                                         | Mahinda Rajapakse                                                |                                                             | Ministre de la Santé                                                  | ,                                               |            |
|                  | Rajitha Senaratne       |                               | Sri Lanka Freedom Party, | 12 janvier 2015                                                          | 17 août 2015                                                     |                                                             | Maithripala Sirisena                                                  | Ministre de la Santé et de la Médecine indigène | ,          |
|                  | Rajitha Senaratne       | Democratic National Movement, | 4 septembre 2015         |                                                                          | Ministre de la Santé, de la Nutrition et de la Médecine indigène | ,                                                           | Maithripala Sirisena                                                  |                                                 |            |